# Kvarteret Herden
Kvarteret Herden är ett kvarter på Kungsholmen i Stockholm. Kvarteret begränsas i norr av Fleminggatan, i öster av Arbetargatan, i söder av Sankt Göransgatan och i väster av Mariebergsgatan. Kvarteret bestod ursprungligen av fyra fastigheter: Herden 1, 3, 5 och 6. I dag är kvarteret uppdelat i fem fastigheter: 3, 5, 7, 8 och 9. Äldsta byggnaden är före detta Kungsholms folkskola från 1889 på nuvarande Herden 9. Den nyaste bebyggelsen uppfördes i början av 1990-talet på nuvarande Herden 8.

## Historik
Kvarteret började anläggas på 1880-talet som ett resultat av Lindhagenplanen och stadens utvidgning av bostadsbebyggelsen på Kungsholmen västerut. På platsen fanns innan dess Stadshagens kyrkogård. Strax öster därom låg Igeldammen, där Apotekarsocieteten hade sin odling av blodiglar. Igeldammsgatan påminner fortfarande om verksamheten. I närheten hade även Stockholms nya Tändsticksfabrik sina lokaler, för övrigt var området obebyggt. Kvartersnamnet Herden anknyter till kvarteren Vallgossen och Väktaren, belägna söder om Herden. 

## Bebyggelsen (urval)

### Herden 1
Kvarterets nordvästra del började bebyggas 1889 med Kungsholms folkskola som ritades av arkitektkontoret Isæus & Sandahl.   I en andra etapp bebyggdes kvarterets sydvästra del med en utökning av folkskolan, ritad av Ernst Haegglund. 
När skolkomplexets båda delar stod färdigt var det Stockholms och en av världens största folkskolor med plats upp till 4 000 elever. I dag existerar bara skolhusets norra del som bland annat inhyser Kulturskolan. Fastigheten (nuvarande Herden 9) är grönmärkt av Stadsmuseet i Stockholm vilket innebär "särskilt värdefull från historisk, kulturhistorisk, miljömässig eller konstnärlig synpunkt".

### Herden 5
Herden 5 är ett flerbostadshus i kvarterets nordöstra hörn, Fleminggatan / Arbetargatan. Det byggdes 1910 med AB Stockholms Arbetarehem som byggherre och Anders Gustaf Forsberg som byggmästare och arkitekt. Fastigheten är grönmärkt av Stadsmuseet.

### Herden 7
På kvarterets sydvästra del (Herden 7) märks Sankt Görans församlingshus som uppfördes 1928–1929. Byggherre var Kungsholmens församling. Arkitektuppdraget gick efter en arkitekttävling till Cyrillus Johansson. Fastigheten är blåklassad av Stadsmuseet, vilket innebär att bebyggelsen har "synnerligen höga kulturhistoriska värden".

## Bilder

Kvarteret genom tiden
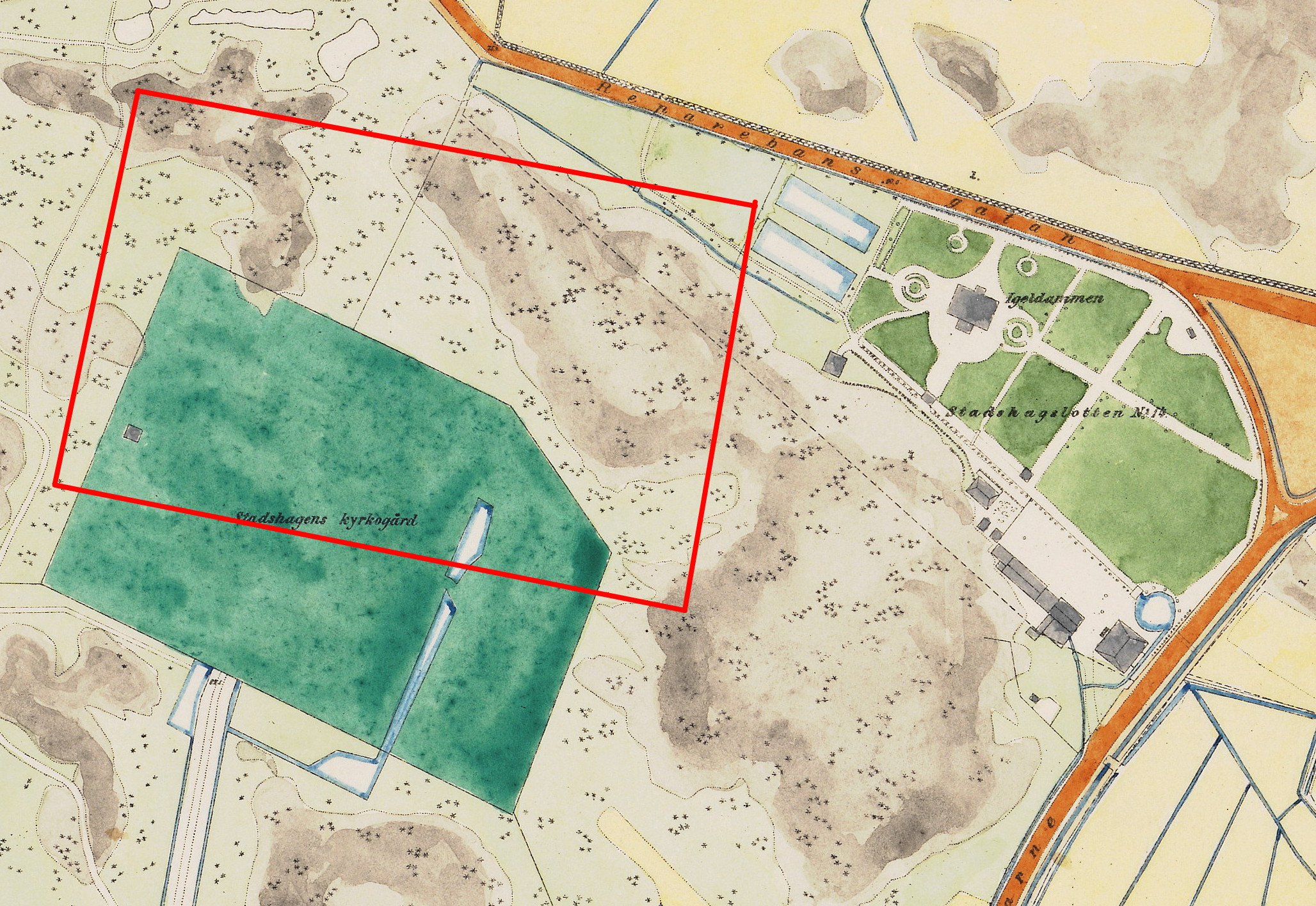
Kvarterets läge (rött) på en karta från 1863 (mörkgröna området = Stadshagens kyrkogård).
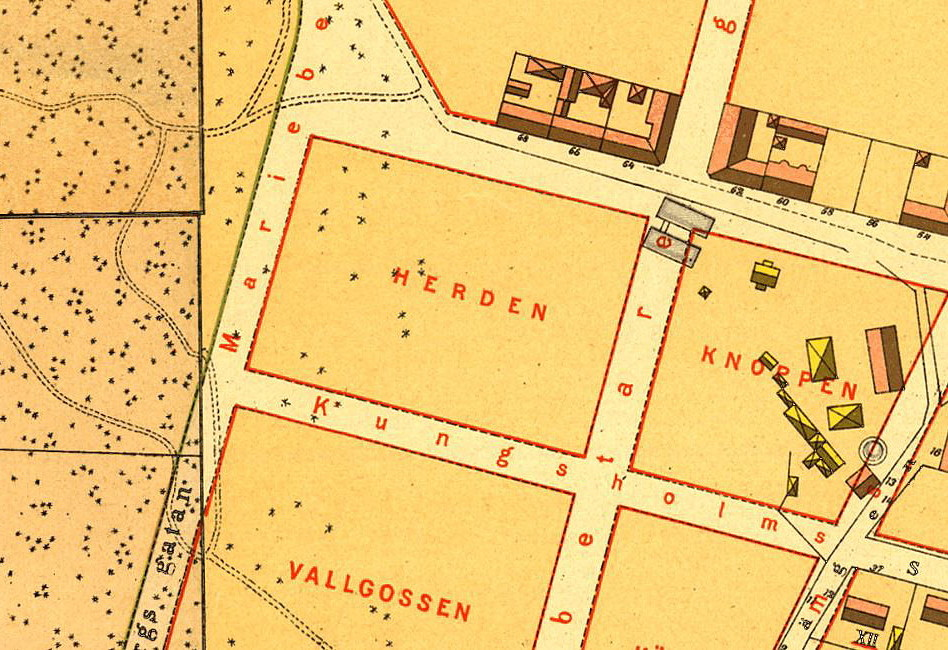
Kverteret på Alfred Rudolf Lundgrens Stockholmskarta från 1885.
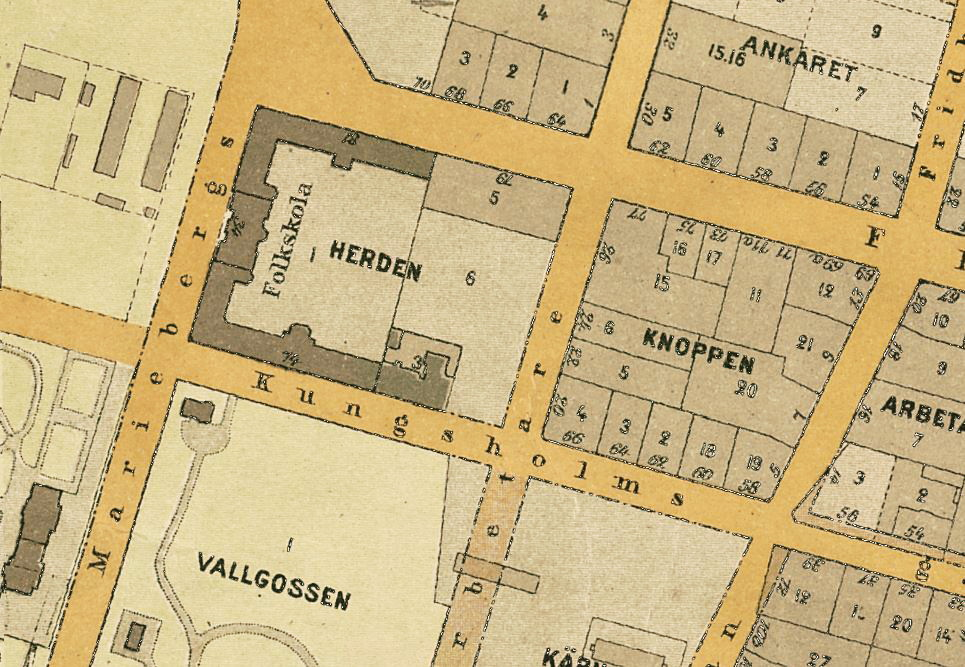
Kverteret på Alfred Bentzers Stockholmskarta från 1909.
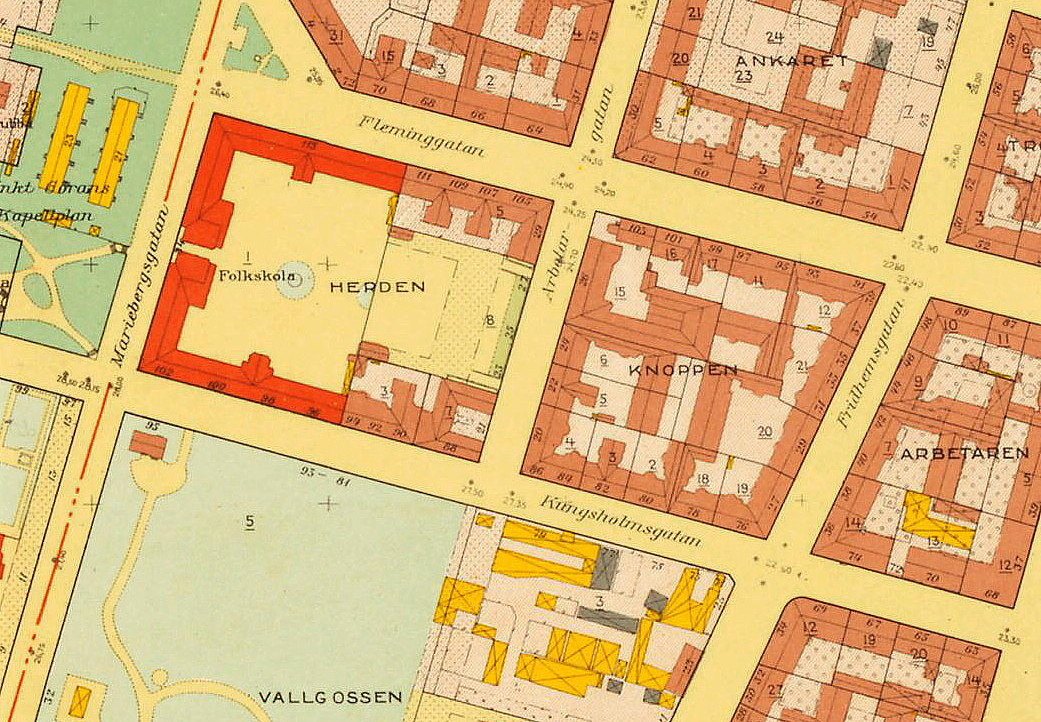
Kvarteret på stadsingenjörskontorets karta från 1940.

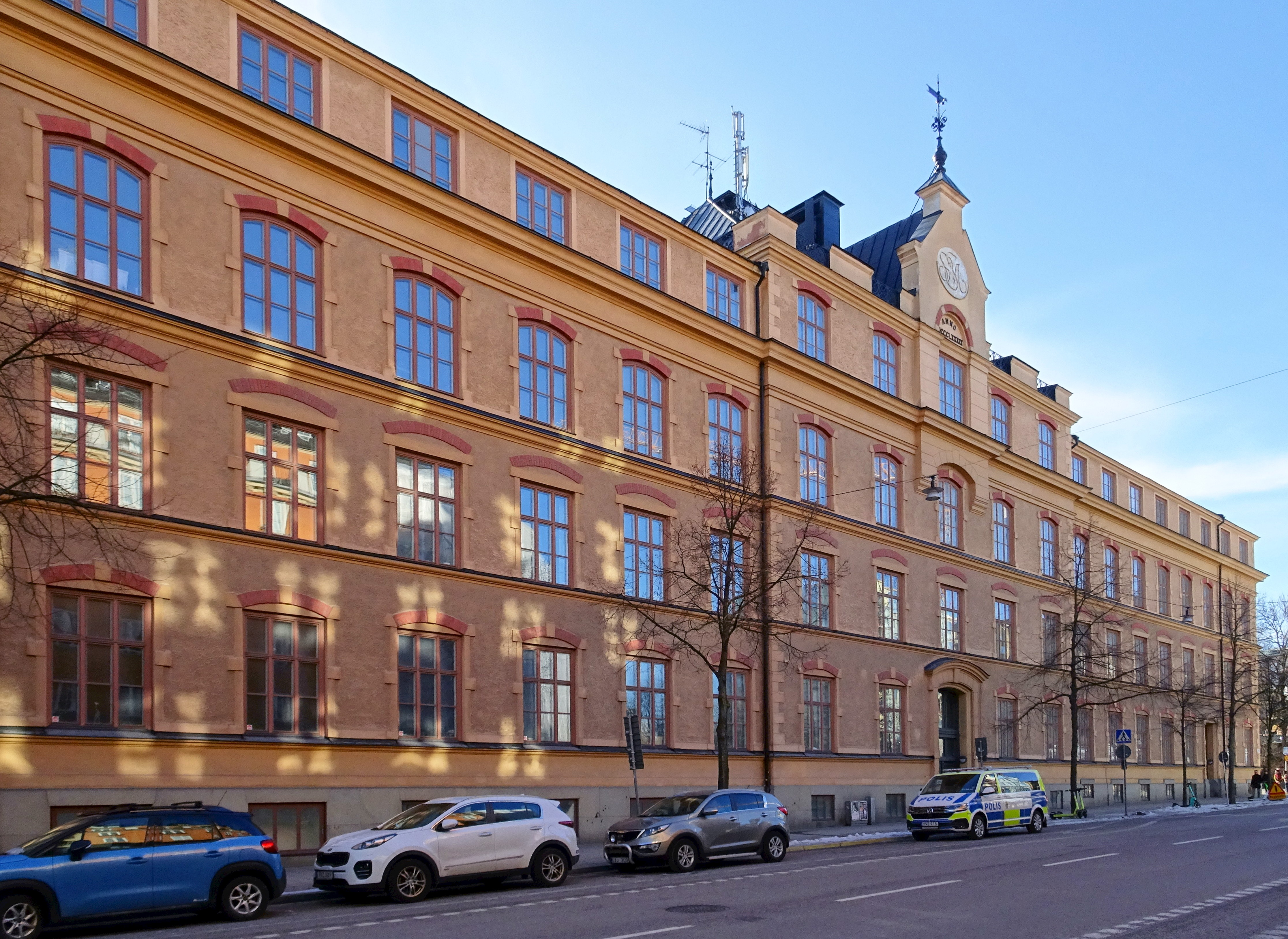
Kungsholms folkskola (Herden 1), fasad mot Fleminggatan.
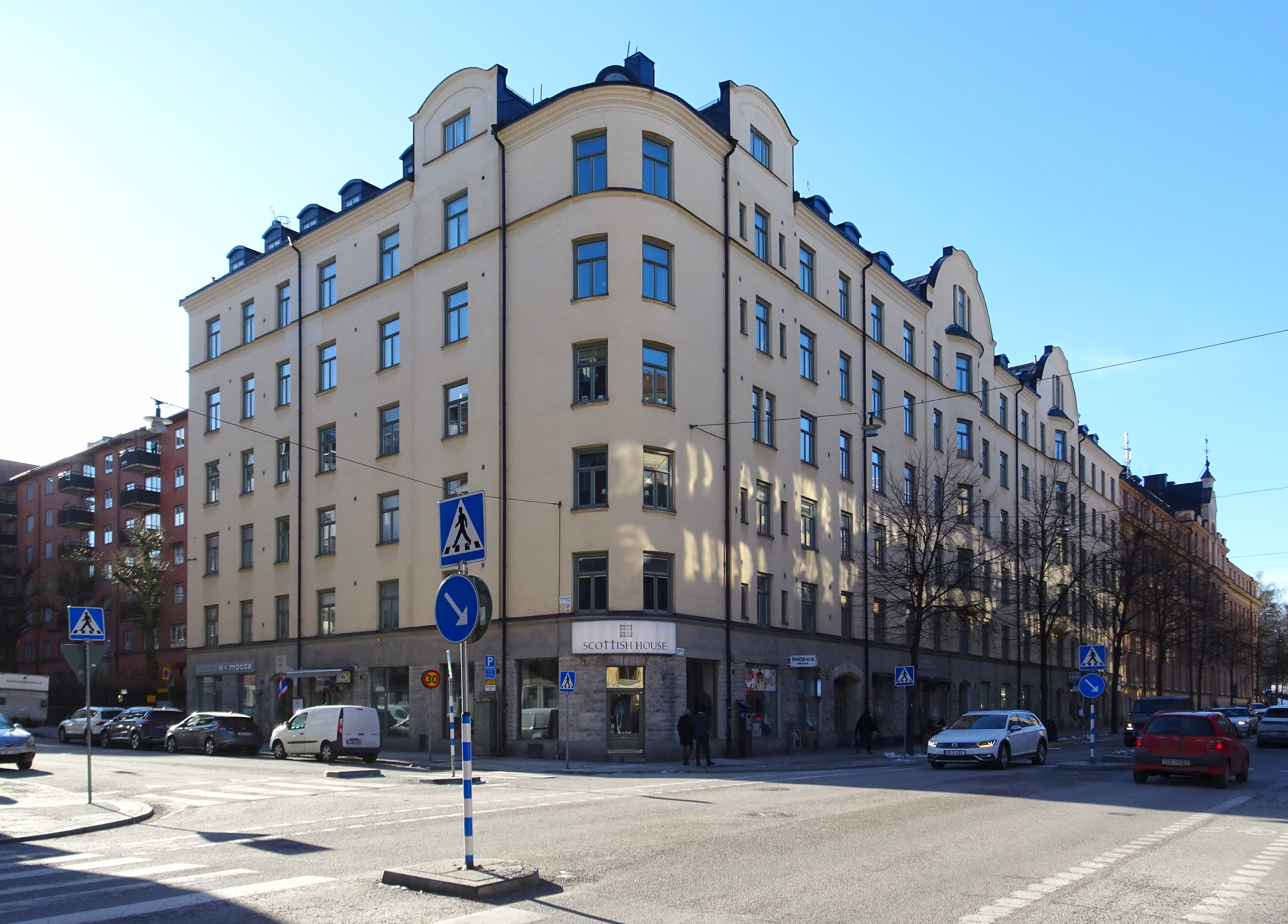
Herden 5, fasad mot Fleminggatan / Arbetargatan.
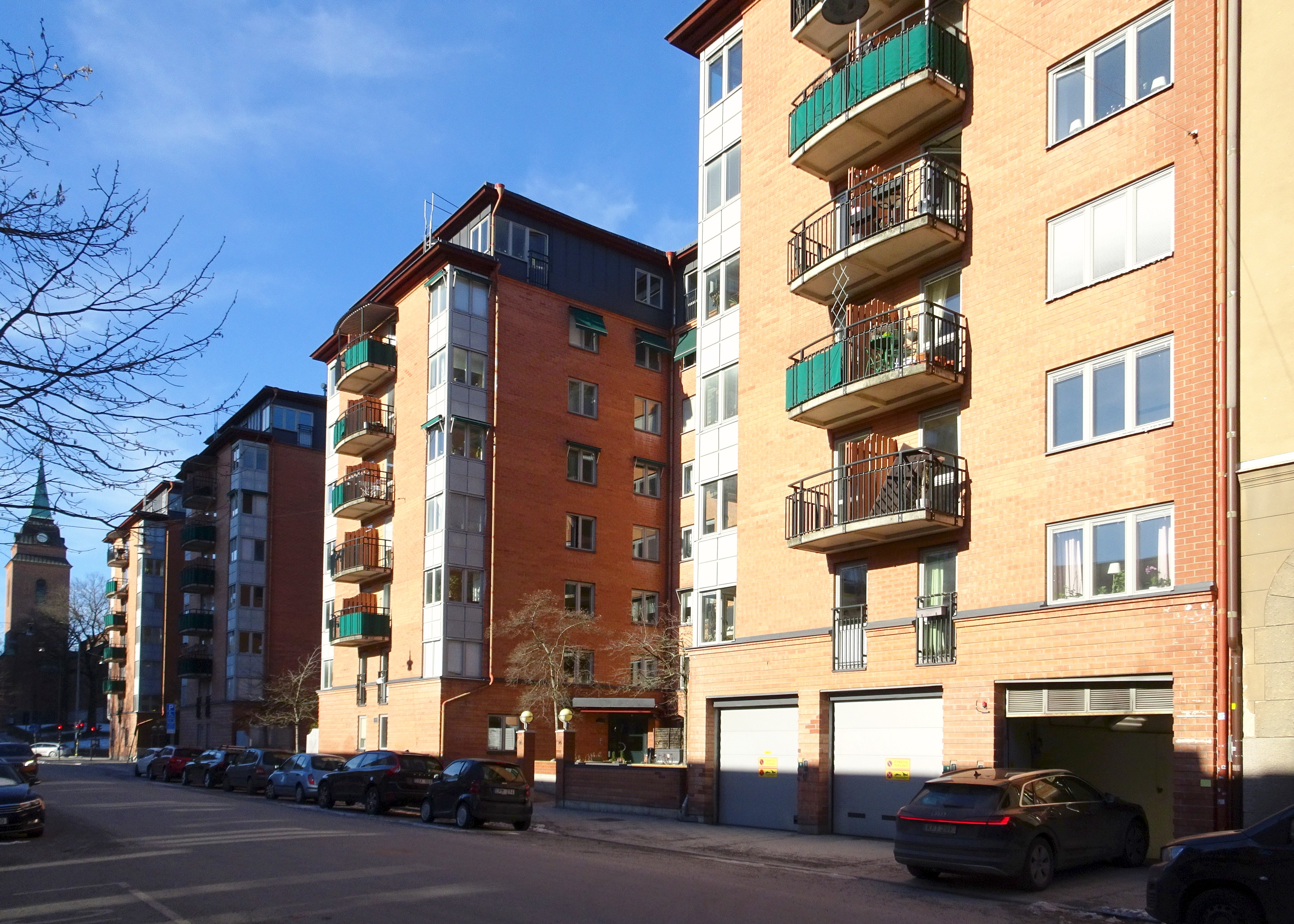
Herden 8, fasad mot Sankt Göransgatan.
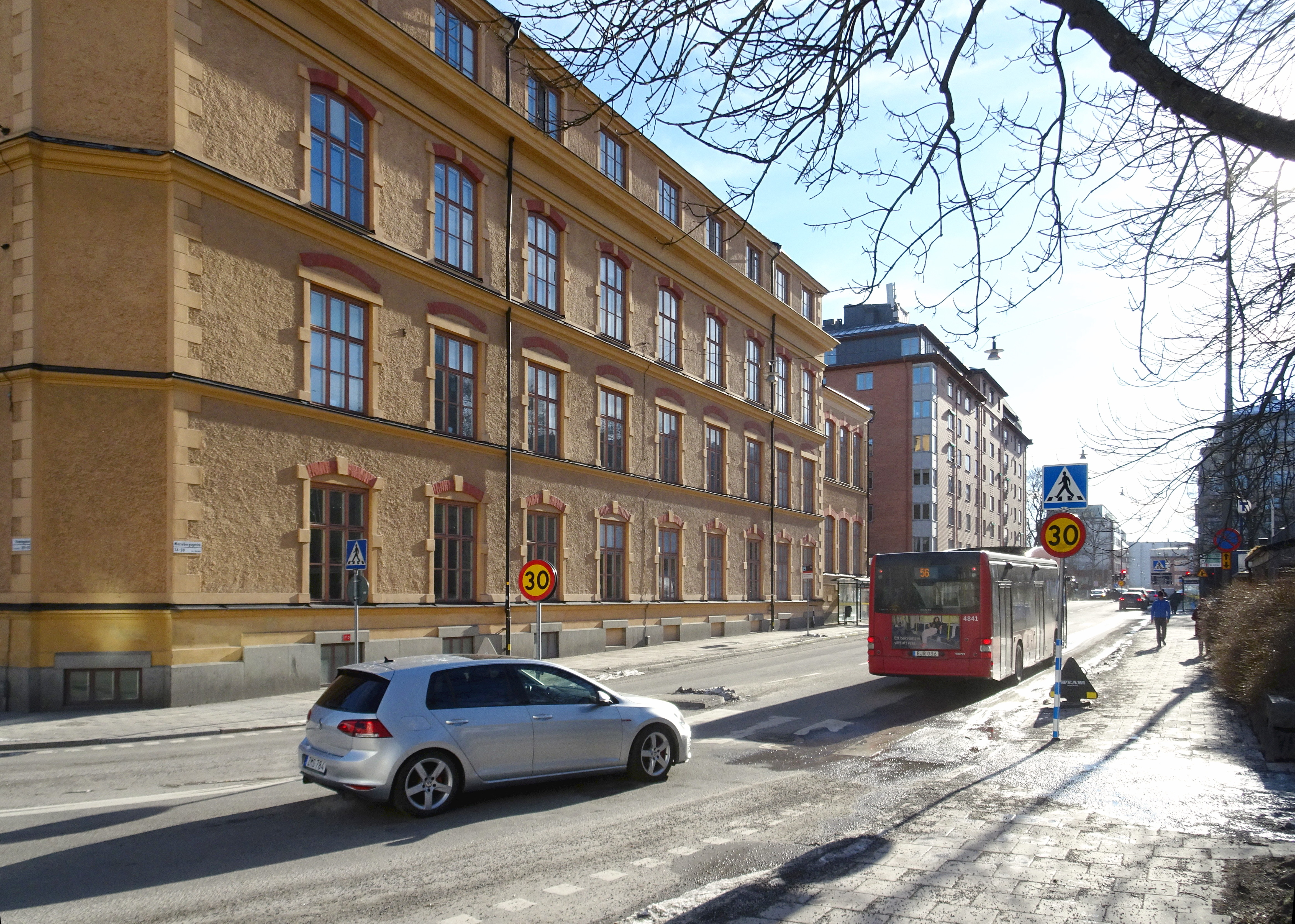
Herden 9 (närmst) och 8, fasad mot Mariebergsgatan.